# Амансе
Амансе (фр. Amancey) насеље је и општина у источној Француској у региону Франш-Конте, у департману Ду која припада префектури Безансон.
По подацима из 2011. године у општини је живело 661 становника, а густина насељености је износила 47,97 становника/km². Општина се простире на површини од 13,78 km². Налази се на средњој надморској висини од 580 метара (максималној 636 m, а минималној 393 m).

## Демографија
| 1962. | 1968. | 1975. | 1982. | 1990. | 1999. | 2011. |
| ----- | ----- | ----- | ----- | ----- | ----- | ----- |
| 433   | 461   | 451   | 505   | 535   | 616   | 661   |

График промене броја становника у току последњих година